# Carolodarwinia
Carolodarwinia es un género de mamíferos insectívoros ya extintos de Sudamérica, descrito en 1901 por Florentino Ameghino dentro del orden Ancylopoda, familia Leontinidæ. 
Ameghino no indicó el lugar geográfico en el que encontró los restos, pero los ubicó bioestratigráficamente en lo que denominó «Capas con Astraponotus», equivalentes a la actual edad mamífero Mustersense (aproximadamente equivalente al Lutetiano, mediados del Eoceno). Se estima, por tanto, que sus representantes vivieron entre 37,2 y 33,9 millones de años atrás. Según la base de datos Fossilworks el holotipo de la especie es un premolar que se recogió en Gran Barranca, provincia de Chubut, Argentina.

Ameghino definió una única especie: Carolodarwinia pyramidentata (Ameghino, 1901). La descripción original de la especie (en francés) se basa en un canino y un molar superior y es como sigue: 
"Carolodarwinia pyramidentata, n. g. n. sp. Canines très fortes; les supérieures à racine très grosse, longue et sous-triangulaire, et couronne petite, très courte, avec un petit bourrelet d'émail et le bout usé en biais sur le côté postérieur. Les molaires supérieures de remplacement sont á contour rectangulaire avec leur grand diamètre en direction transversale à l'axe de la serie dentaire. Couronne haute, constituée par une crête longitudinale externe et un grand lobe pointu interne. La muraille externe présente une grande crête perpendiculaire près du bord antérieur, le bord du coin antérieur étant tourné en dehors formant aussi une forte crête. Un fort bourrelet à la base de la face externe qui descend sur les deux coins antérieur et postérieur. Le grand lobe interne constitue une pyramide à quatre faces plates, et dont le sommet en pointe descend beaucoup plus bas que la crête externe de la dent. Une fente étroite et profonde entre le lobe interne en pyramide et la crête externe. Un fort bourrelet d'émail sur le côté interne qui tourne sur les faces antérieure et postérieure. La molaire 4 supérieure mesure 23 millimètres de diamètre antéro-postérieur et 33 millimétres de diamétre transverse; hauteur de la couronne sur la face externe, 32 miliimètres. C'est l'antécesseur probable du genre Leontinia. Couches à Astraponotus".
En 1934, G. G. Simpson puso en duda que el canino recogido por F. Ameghino correspondiera a la especie que este afirmaba (no así el premolar) y la clasificó dentro del orden Notoungulata en publicaciones posteriores.